# Gmina Sućuraj
Gmina Sućuraj (chorw. Općina Sućuraj) – gmina w Chorwacji, w żupanii splicko-dalmatyńskiej. W 2011 roku liczyła 463 mieszkańców.

## Miejscowości
Gmina składa się z następujących miejscowości:
- Bogomolje
- Selca kod Bogomolja
- Sućuraj